# پوهوری (ناحیه ریخنوف ناد کنیژنوو)
پوهوری (به چکی: Pohoří) یک منطقهٔ مسکونی در جمهوری چک است که در ناحیه ریخنوف ناد کنیژنوو واقع شده‌است.